# Cherif Mathlouthi
Pour les articles homonymes, voir Mathlouthi.
Cherif Mathlouthi, né à Bizerte, est un footballeur tunisien.
Il évolue durant toute sa carrière au poste d'attaquant au sein du Club africain.

## Carrière
- 1942-1952 : Club africain (Tunisie)

## Palmarès
- Champion de Tunisie : 1947, 1948